# Aleksandria Masr

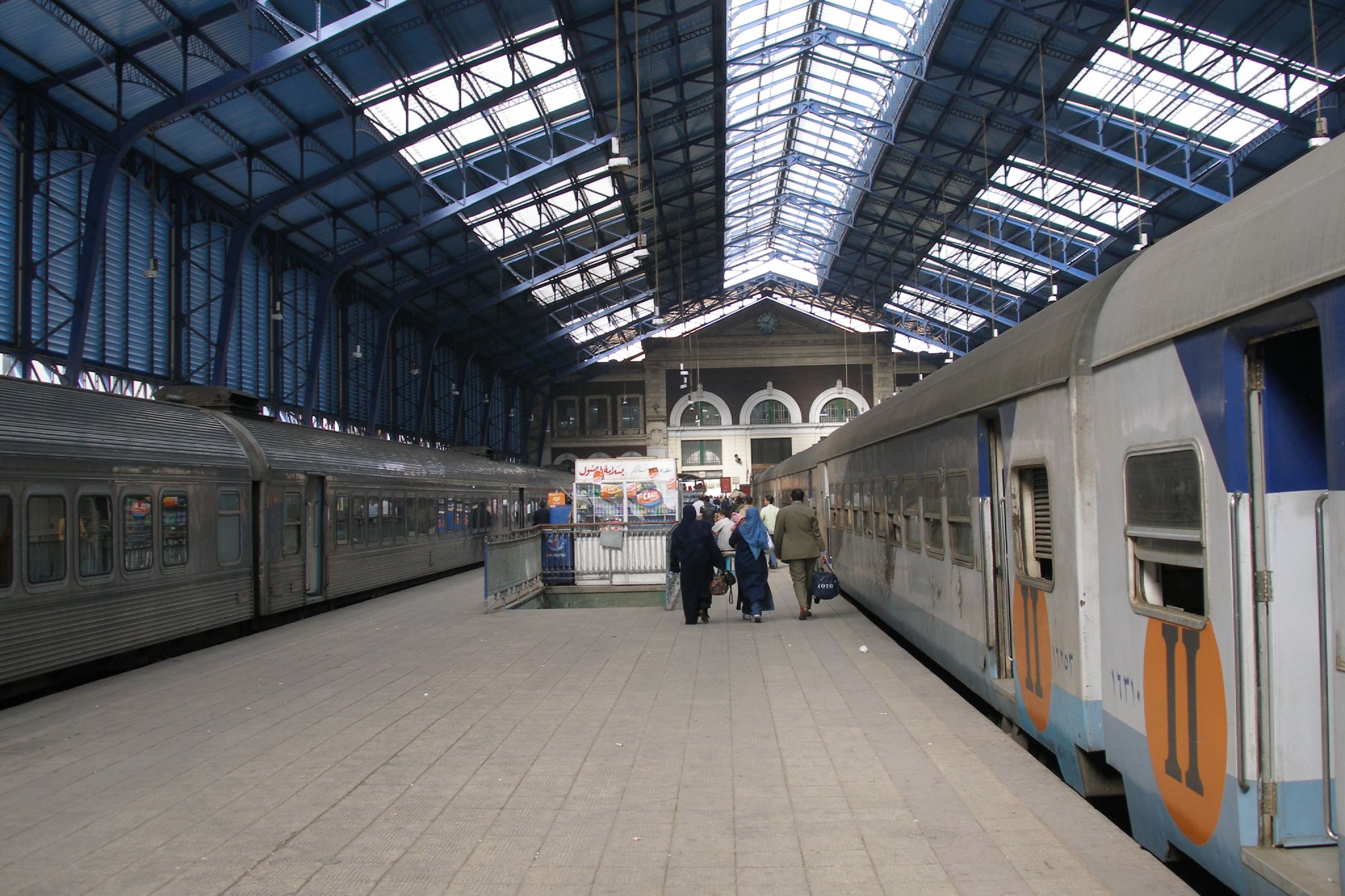
Aleksandria Masr

Aleksandria Masr – stacja kolejowa w Aleksandrii, w muhafazie Aleksandria, w Egipcie. Stacja posiada 4 perony.